# Life Insurance Corporation of India

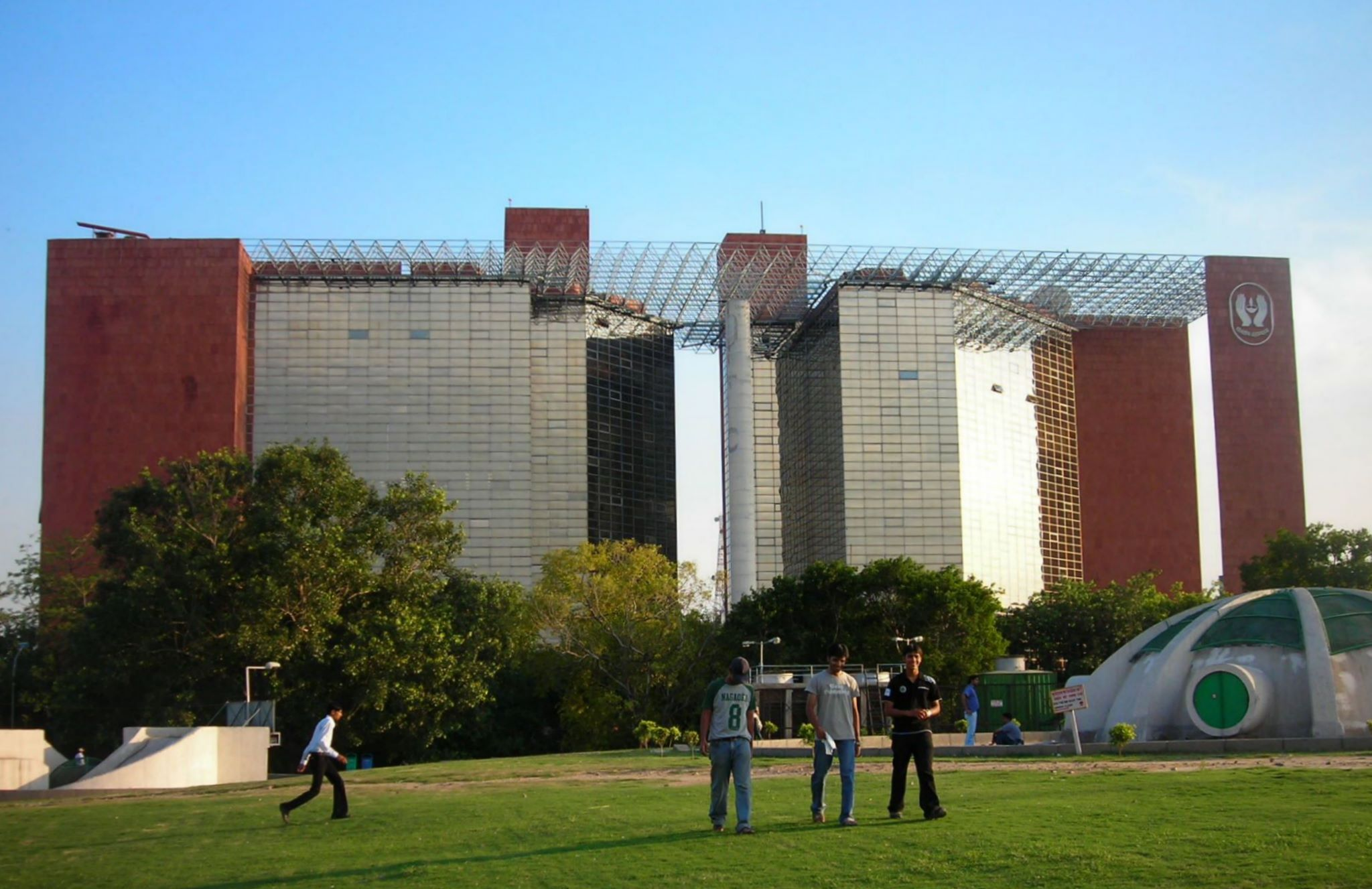
Das Jeevan Bharati-Gebäude (Gebäude der Life Insurance Corporation of India (LIC)) am Connaught Place, Neu-Delhi, Indien, entworfen vom Architekten Charles Correa, 1986.

Die Life Insurance Corporation of India (LIC) ist eine indische Versicherungsgruppe und Investmentgesellschaft, mehrheitlich im Besitz der indischen Regierung, welche über verschiedene Tochterunternehmen auch in anderen Sektoren aktiv ist. Sie wurde am 1. September 1956 gegründet, als das indische Parlament den Life Insurance of India Act verabschiedete, der die Versicherungsbranche in Indien verstaatlichte. Über 245 Versicherungsgesellschaften und Vorsorgeeinrichtungen wurden so zur neuen Life Insurance Corporation of India zusammengelegt.
Die LIC ist die mit Abstand größte Versicherungsgesellschaft in Indien. Mit einer Bilanzsumme von 449 Milliarden US-Dollar stand sie 2018 auf Platz 20 unter den größten Versicherern der Welt.

## Geschichte
Die Oriental Life Insurance Company, das erste Unternehmen in Indien, das Lebensversicherungen anbietet, wurde 1818 in Kalkutta gegründet. Ihr Hauptzielmarkt waren die in Indien ansässigen Europäer, und sie verlangte von den Indern höhere Prämien. Einige 1955 brachte der Parlamentarier Feroze Gandhi die Frage des Versicherungsbetrugs durch Eigentümer privater Versicherungsagenturen zur Sprache. Bei den darauf folgenden Ermittlungen wurde einer der reichsten Geschäftsleute Indiens, Ramkrishna Dalmia, Eigentümer der Zeitung The Times of India, zu einer Gefängnisstrafe verurteilt.
Das indische Parlament verabschiedete am 19. Juni 1956 den  Life Insurance of India Act und gründete die Life Insurance Corporation of India, die im September desselben Jahres ihre Tätigkeit aufnahm. Sie konsolidierte das Geschäft von 245 privaten Lebensversicherern und anderen Unternehmen, die Lebensversicherungsdienstleistungen anboten; es handelte sich dabei um 154 Lebensversicherungsgesellschaften, 16 ausländische Unternehmen und 75 Vorsorgeunternehmen. Die Verstaatlichung des Lebensversicherungsgeschäfts in Indien war ein Ergebnis der industriepolitischen Resolution von 1956, die einen politischen Rahmen für die Ausweitung der staatlichen Kontrolle über mindestens 17 Wirtschaftszweige, einschließlich Lebensversicherungen, geschaffen hatte.
Im August 2000 startete die indische Regierung ein Programm zur Liberalisierung des Versicherungssektors und öffnete ihn für den Privatsektor. Seitdem ist die LIC kein Monopolist mehr, dominiert allerdings weiterhin den Markt. Im Mai 2021 wurde von der indischen Finanzministerin Nirmala Sitharaman der Börsengang im Rahmen einer Privatisierung angekündigt. Im Mai 2022 wurde die LIC zu einem börsennotierten Unternehmen, wobei der indische Staat allerdings weiterhin die Mehrheit der Anteile kontrolliert.

## Tochterunternehmen
- IDBI Bank
- LIC Housing Finance
- LIC Pension Fund
- LIC International
- LIC Cards Services
- LIC Mutual Fund